# خانم هندرسون تقدیم می‌کند
خانم هندرسون تقدیم می‌کند (به انگلیسی: Mrs Henderson Presents) نام فیلمی کمدی است که در سال ۲۰۰۵ به کارگردانی استیون فریرز در بریتانیا ساخته شد. این فیلم موفق شد در رشتهٔ بهترین بازیگر نقش اول زن برای بازیِ جودی دنچ نامزد جایزه اسکار شود.